# 近战 (游戏)
近战一词已被采用并在战争游戏、桌面游戏和电子游戏中广泛使用，用于包括所有形式的近战战斗。这可以包括任何涉及直接打击对手的战斗，通常距离不到一米，特别是使用武术或近战武器的战斗。当游戏提供多种战斗方式时，该术语特别用于与其他策略（如远程战斗或魔法（如适用））进行比较。

## 历史
1812年创建的早期桌面战争游戏Kriegsspiel包含一种“肉搏战”或近战的规则。在一些翻译版本中，这个游戏阶段被简要地称作melée（近战）。 
H.G. Wells在1913年的作品《Little Wars》中首次明确提出了“近战”规则， 这是他同名的战争游戏中的一个部分。许多后来的战争游戏（和电子游戏）都可以追溯到《Little Wars》首次制定的规则集。  
1968年，加里·吉盖克斯和杰夫·佩伦（Jeff Perren）采用并修改了一款中世纪战争游戏《围攻博登堡》的规则，并对一对一的近战战斗和具体的近战武器规则进行了扩展。这个修改后的规则被出版为Chainmail，并包括一个幻想补充，后来被称为龙与地下城 。龙与地下城的流行，其中包括了一个“近战阶段”来代表角色之间的近战战斗，帮助推广了“近战”这个短语在其他桌面和视频游戏中的使用。

## 在电子游戏中
该术语仍然适用于大多数角色扮演游戏，但在第一人称射击游戏中常用于指定非远程攻击。这始于1992年的游戏《德軍總部3D》，其中包括一个可以从库存中选择的刀。由于使用近战武器存在风险，从伤害角度来看，它们通常是可用的最强大的武器。后来， 《毁灭公爵3D》将包含一个按钮，允许角色在仍持有枪时踢敌人。任天堂的一个格斗游戏系列叫做《任天堂明星大亂鬥》，任天堂GameCube于2001年发行第二款游戏，并在标题中使用了“近战”一词。
在策略游戏中，尤其是即时战略游戏中，不使用远程武器的步兵单位通常被称为近战单位。